# Conrad I
Conrad I de Mazovia (în poloneză Konrad I Mazowiecki; n. 1187, Prusia – d. 31 august 1247, Prusia) a fost al șaselea Duce al Mazoviei, din 1194 până la moartea sa, și Mare Duce al Poloniei, din 1229 până în 1232.

## Viața
A fost fiul cel mai tânăr al Marelui Duce Cazimir al II-lea cel Drept din Polonia și a soției sale, Elena de Znojmp, fiica ducelui Conrad al II-lea de Znojmo (conducătorul regiunilor Znojmo, Moravia de Sud și o parte a Ducatului de Boemia). Bunica sa a fost Maria din Serbia, aparent o fiică a lui župan Uroš I de Rascia.
După moartea tatălui său în 1194, Conrad a fost crescut de mama sa, care a acționat în calitate de regent al Masoviei. În 1199, el a primit Masovia și în 1205 a preluat terenurile adiacente ale Kuyaviei. În 1205, el și fratele său, Ducele Leszek I cel Alb de Sandomierz, au avut cea mai mare victorie militară în Bătălia de la Zawichost, împotriva prințului Roman cel Mare din Galicia-Volînia. Armata ruteană a fost zdrobită și Roman a fost ucis în luptă. Prințesa din familia Rurik, Agafia de Rus a devenit soția sa.

### Încercările de cucerire a Prusiei
În scopul de a mări stăpânirile sale, Conrad a încercat fără succes să cucerească ținuturile păgâne adiacente cum ar fi Chełmno în Prusia, în timpul cruciadei din 1209, cu acordul Papei Inocențiu al III-lea. În 1215, călugărul Cristian din Oliva a fost numit episcop misionar printre prusacii vechi, iar reședința sa de la Chełmno a fost distrusă de forțele prusace. Mai multe campanii de sensibilitate, în 1219 și 1222, nu au reușit, în schimb, Conrad s-a ales un conflict cu triburile prusace asupra frontierei.
Încercările ducelui în curs de desfășurare în Prusia au fost răspunsurile incursiunilor peste granițele terenurilor din Masovia, în timp ce prusacii erau în procesul de a obține înapoi controlul asupra teritoriului Chełmno și chiar l-au amenințat pe Conrad la reședința sa din Castelul Płock. Supus la raiduri prusace constante, Conrad a vrut să stabilizeze Ducatul de nord din Masovia în lupta sa din zona de frontieră a regiunii Chełmno.

### Ordinul Teutonic
În 1226, Conrad a avut dificultăți cu raidurile constante peste teritoriul său, astfel, a invitat ordinul religios al Cavalerilor Teutoni să lupte cu prusacii, așa cum au susținut deja Regatul Ungariei împotriva poporului Cuman din Transilvania, din 1221 până în 1225. Când au anunțat Ungaria că Ordinul era în primul rând responsabil papei, cavalerii au fost expulzați de către regele maghiar Andrei al II-lea. Astfel, în schimbul serviciului cavalerilor, Marele Maestru Hermann von Salza voia să aibă drepturile sale asupra documentelor prealabile, printr-o afacere cu Conrad, care a fost confirmată de către Sfântul Împărat Roman și Curia Roamană.
Cavalerii nu au fost convinși să se preocupe să lupte cu prusacii, iar la sfatul primului episcop prusac, Cistian de Oliva, în 1128, Conrad a fondat Ordinul Loial de Dobrzyń, în așteptarea unei alte cruciade prusace, însă a fost din nou învins. Având în vedere invazia iminentă prusacă, Conrad a semnat Tratatul de la Kruszwica în 1230, conform căruia a acordat regiunea Chełmno, Cavalerilor Teutoni și Ordinului Dobrzyń. Prin această donație de renunțare a oricărei feude, Conrad a stabilit nucleul Statului al Ordinului Teutonic. Documentul nu mai există și se crede că nu a fost niciodată semnat și că Ordinul a fost falsificat. Cavalerii sub comanda lui Hermann Balk, au traversat râul Vistula și au cucerit regiunea Chełmno, ridicând Castelul Thorn, în 1231. În 1234, Papa Grigore al IX-lea a emis Bulă Papală, confirmând ofertele prealabile cu cavalerii teutoni, care să ateste că terenul Ordinului era supus numai Papei, și nu era nici o feudă a nimanui.

### Marele Duce
Conrad a fost, de asemenea, încurcat în conflictul asupra Provinciei Seniorate poloneze, cu vărul său Vladislav al III-lea Picioare Groase din Polonia Mare, asumându-și titlul de Mare Duce în 1229. Cu toate acestea, ruda sa din Silezia, Ducele Henric I cel Bărbos, a prelevat în final ca Mare Duce la Cracovia în 1232 și a confirmat guvernarea lui Conrad la Masovia. Când fiul și moștenitorul lui Henric, Marele Duce Henric al II-lea cel Pios a fost ucis în 1241, în Bătălia de la Legnica, Conrad și-a asumat încă o dată titlul senioral, dar a fost nevoit să cedeze la pretențiile ridicate de nepotul său, Boleslav al V-lea cel Sfios, fiul său și fratele mai mare a lui Leszek.

## Căsătoria și copiii
Între 1207 și 1210, Conrad s-a căsătorit cu Agafia de Rus, fiica Prințului  Svyatoslav al III-lea Igorevich. Cei doi au avut împreună zece copii:
- Boleslav I de Masovia (1210 - 17 aprilie 1248) Duce de Masovia (1247 - 1248)

- Cazimir I de Kuyavia (1210/1213 - 14 decembrie 1267) Prinț de Kuyavia (1247 - 1267)

- Siemowit I de Masovia (1213 - 24 iunie 1262), l-a succedat pe fratele său mai mare ca Duce de Masovia (1248 - 1262)

- Eudoxia (1215–1240), s-a căsătorit cu Contele Dietrich I de Brehna și Wettin

- Ludmila (s-a născut în 1225)

- Ziemomysł (născută între 1216 și 4 iulie 1228 - a murit pe 10 sau 18 septembrie 1241)

- Salomea (s-a născut între 1220 și 1225 - a murit pe 30 august 1268), călugăriță

- Judith (s-a născut între 1222 și 1227 - a murit la 4 decembrie 1257 sau 1263), s-a căsătorit cu Ducele Mieszko al II-lea cel Gras de Opole, și a doua căsătorie a fost cu Henric al III-lea cel Alb de Wrocław

- Dubrawka (1230 – 1265)

- Mieszko (1235), a murit la naștere